# Klings
Klings is een ortsteil van de Duitse stad Kaltennordheim in Thüringen. Op 31 december 2013 fuseerde de tot dan toe zelfstandige gemeente Klings met de stad Kaltennordheim en de gemeenten Andenhausen, Fischbach/Rhön en Kaltenlengsfeld, de Verwaltungsgemeinschaft Oberes Feldatal werd tegelijkertijd opgeheven.

## Geschiedenis
Bij bomemonderzoek in 1928 zijn menselijke resten van circa 3000 jaar oud gevonden.

## Galerij

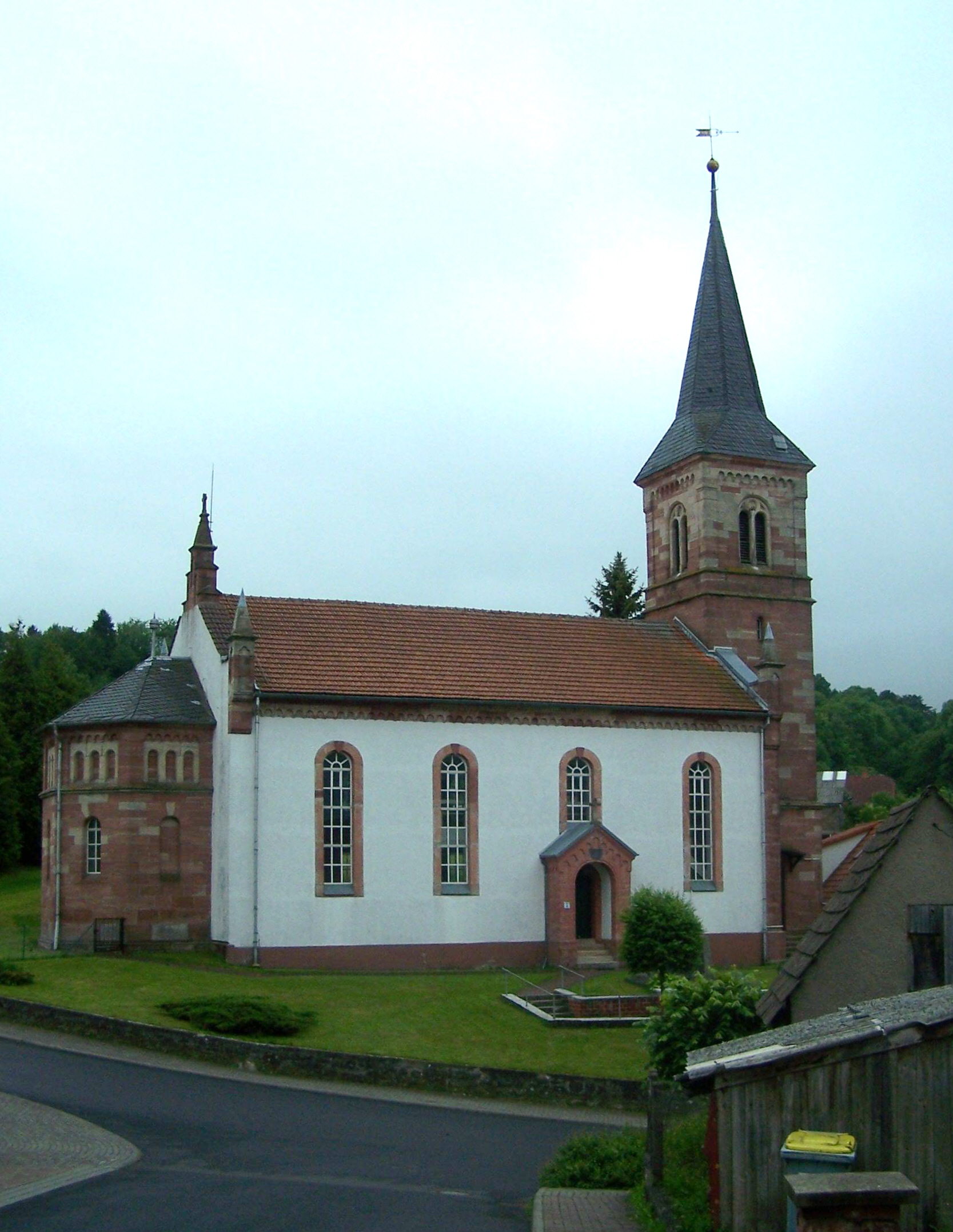
Kerk van Klings
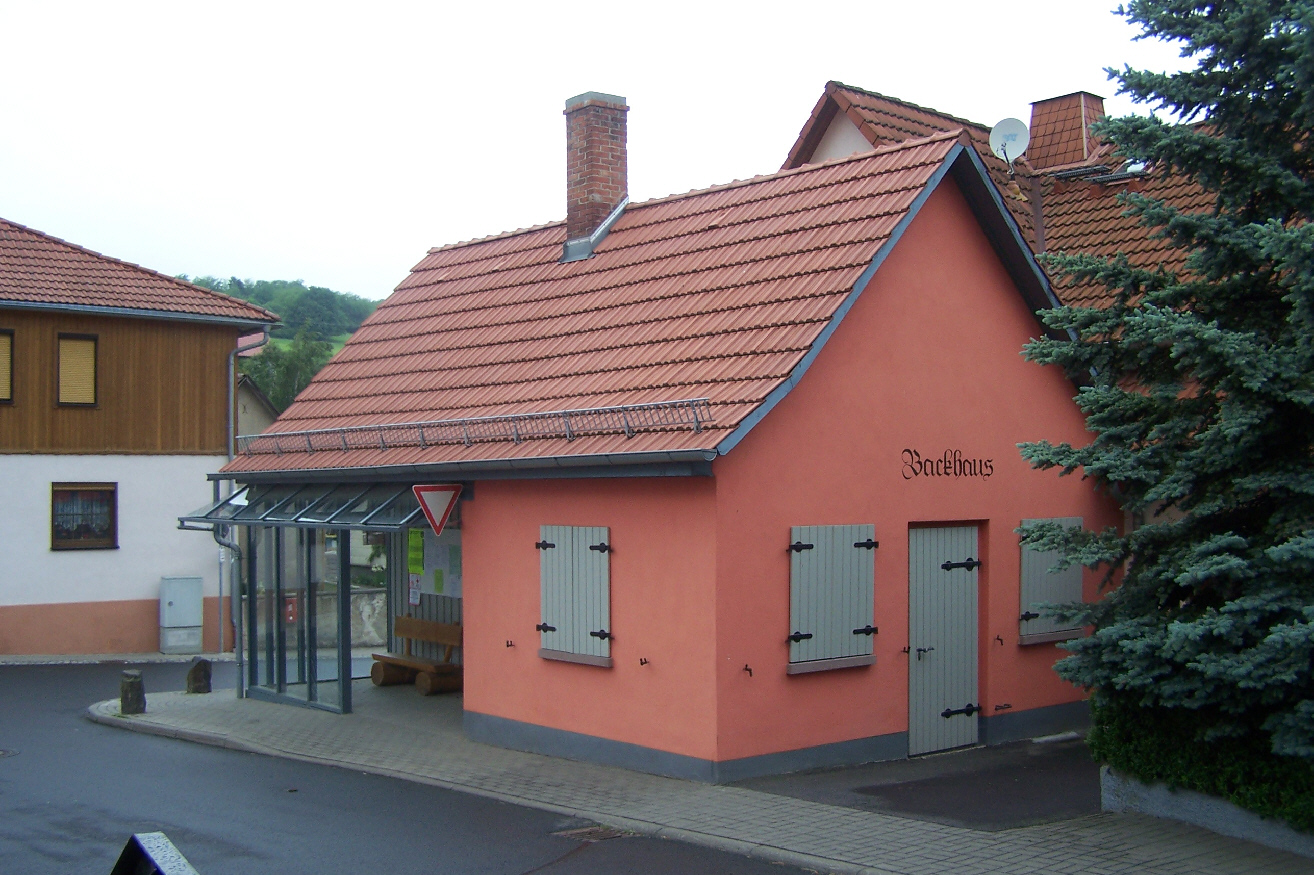
Oude bakkerij
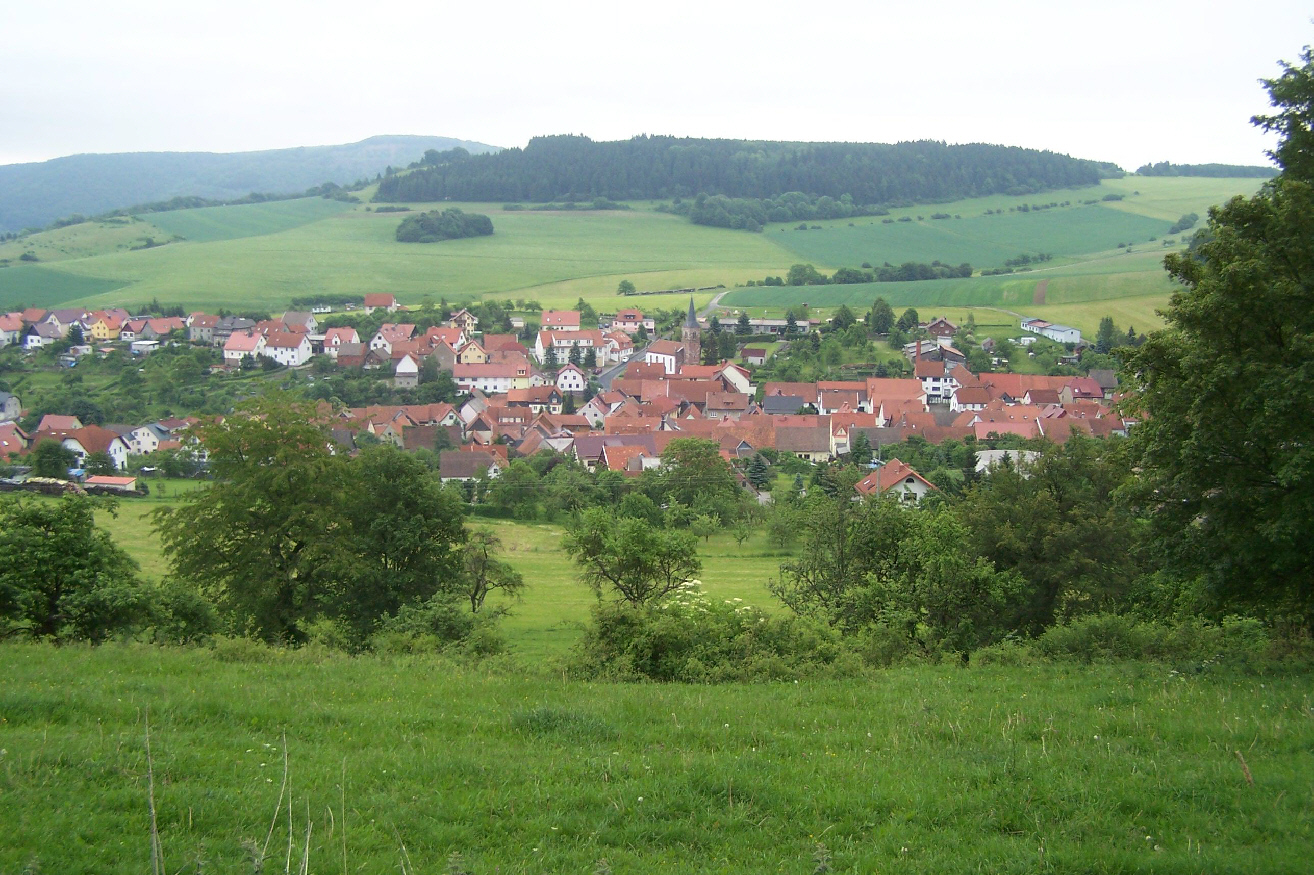
Uitzicht op Klings